# Tête de la Ruine
La tête de la Ruine, testa della Rovina en italien, est un sommet du massif du Mercantour-Argentera, situé sur la crête frontière entre la France et l'Italie. Son versant français est situé dans le département des Alpes-Maritimes.

## Géographie
La tête de la Ruine est située au sud-est de la cime Guilié. Elle domine les lacs Bessons, situés au sud-est. Son versant français se trouve dans le parc national du Mercantour et son versant italien est situé dans le parc naturel des Alpes maritimes. Le sommet est constitué de migmatites, avec des parties ferrugineuses, provoquant des coulées rouges caractéristiques.

## Histoire
La première ascension datée, qui est également la première ascension hivernale connue, a été effectuée par Victor de Cessole et ses guides J. et J-B. Plent, le 26 janvier 1898,.

## Accès
Le départ pour le sommet s'effectue en général du Boréon, par le vallon des Erps, jusqu'à la baisse de Baissette, d'où le sommet est visible. La descente s'effectue en direction des lacs Bessons, puis par le vallon Sangué, jusqu'au Boréon, l'ensemble montée-descente formant une boucle autour du mont Pélago.